# El Porvenir de Velasco Suárez
La città di El Porvenir de Velasco Suárez è a capo del comune di El Porvenir, nello stato del Chiapas, Messico. Conta 1 507 abitanti secondo le stime del censimento del 2005 e le sue coordinate sono 15°27'N 92°16'W.

Dal 1983, in seguito alla divisione del Sistema de Planeación, è ubicata nella regione economica VII: Sierra.